# Joan Antoni Maragall i Noble
Joan Antoni Maragall i Noble   (Barcelona, 1902 - Barcelona, 1993) fou un polític i marxant d'art català.

## Biografia
Era fill del poeta Joan Maragall i Gorina i de Clara Noble Malvido i pare de Joan-Anton Maragall i Garriga, així com germà d'Ernest, Jordi i Helena Maragall i Noble.
Estudià dret i filosofia i lletres a la Universitat de Barcelona i des del 1925 fou director propietari de la Sala Parés de Barcelona, on hi exercí de principal marxant dels artistes postnoucentistes (Josep Amat, Josep Mompou, Rafael Durancamps i Josep de Togores).
Fou militant d'Acció Catalana, però el 1933 es passà a la Lliga Catalana i durant la Guerra Civil marxà a Burgos, on fou secretari d'Eugeni d'Ors en la Dirección General de Bellas Artes. El 1938 fou comissari de la secció espanyola de la Biennal de Venècia.
Durant la postguerra fou president de l'Orfeó Català, el 1968 ingressà a l'Reial Acadèmia Catalana de Belles Arts de Sant Jordi i el 1971 a l'Acadèmia de Bones Lletres de Barcelona. El 1972 entrà com a fou membre de la Reial Acadèmia de Belles Arts de Sant Ferran, i també fou patró del Museu del Prado i membre de la Junta de Museus de Barcelona. Impulsà la Fundació Pau Casals i fou president de la Junta Constructora del Temple Expiatori de la Sagrada Família.
A finals dels anys 1970 formà part del consell privat de Joan de Borbó, i el 1975 fou president del Club Catalònia, grup polític considerat hereu de la Lliga de Catalunya. El 1986 va rebre la Creu de Sant Jordi de la Generalitat de Catalunya.

## Obres publicades
- Història de la Sala Parés (1975)

## Fons personal
El seu fons personal es conserva a l'Arxiu Nacional de Catalunya. Dins la documentació personal i familiar s'inclou la correspondència rebuda pels seus pares de l'escriptor Eugeni d'Ors. La documentació professional està integrada per material d'algunes de les fundacions de les quals fou patró: Fundació Güell, Fundació Pau Casals i Fundació Ynglada-Guillot. Destaca la de la Fundació Pau Casals, que inclou documents constitutius, dels òrgans de govern, de la gestió econòmica i del patrimoni de la fundació, de les relacions externes i, molt especialment, la referent al Museu Pau Casals i l'Auditori Pau Casals del Vendrell. També hi ha documentació de la seva activitat a les societats Forum Musical, S.A. i Publi-tempo, S.A. Sobre la seva activitat associativa destaca la participació en l'Associació de Veïns del carrer de Petritxol de Barcelona, a la Fundació Congrés de Cultura Catalana i a la Fundació Orfeó Català.
La correspondència dona testimoni de les relacions mantingudes amb nombroses personalitats vinculades al món cultural i polític entre els quals destaca Francesc Cambó, Pau Casals, Josep Pijoan, Joan Ventosa i Calvell, Eugeni d'Ors i Lluís Plandiura, entre d'altres. El fons es completa amb documentació d'activitats de representació i obra aliena, on sobresurt un petit poema d'Eugeni d'Ors.